# Скетч-комедия
Скетч-комедия — комедия, состоящая из коротких, смешных сцен, называемых скетчами. Скетчи могут быть импровизированы вживую исполнителями, разработаны с помощью импровизации перед публичным выступлением или написаны по сценарию и репетированы заранее, как пьеса. Скетчевые комики обычно отличают свою работу от пародий, утверждая, что пародия — это (одиночная) драматизированная шутка, в то время как скетч — это комедийное исследование концепции, персонажа или ситуации.

## История
Эскизная комедия берёт своё начало в водевиле и мюзик-холле, где многие короткие юмористические номера были объединены, чтобы сформировать более крупную программу.
В Великобритании он перешёл в театр Cambridge Footlights, таких как «Beyond the Fringe» и «A Clump of Plinths» (который превратился в Кембриджский цирк), на радио, с такими шоу, как «It’s That Man Again» и «I’m Sorry, I’ll Read That Again», а затем на телевидение, с такими шоу, как «Not Only… But Also», «Летающий цирк Монти Пайтона», «Not the Nine O’Clock News» (и его преемник «Alas Smith and Jones») и «Шоу Фрая и Лори».
В Мексике сериал «Los Supergenios de la Mesa Cuadrada», созданный мексиканским комиком Роберто Гомесом Боланьосом под сценическим псевдонимом Chespirito, транслировался между 1968 и 1973 годами, создав такие известные сериалы, как «Эль-Чаво-дель-Очо» и «El Chapulín Colorado».
В то время как отдельные скетчи исторически, как правило, не связаны, более поздние группы ввели всеобъемлющие темы, которые связывают скетчи в конкретном шоу с повторяющимися персонажами, у которых больше одного появления. Примеры повторяющихся символов: Гамби из сериала «Летающий цирк Монти Пайтона»; Тед и Ральф из «The Fast Show»; Семья из «Шоу Кэрол Бернетт»; Дробилка головы из шоу «The Kids in the Hall»; Эд Гримли, повторяющийся персонаж из «SCTV» и «Saturday Night Live»; Ботаник из шоу «Робоцып»; и Кевин и Перри из сериала «Гарри Энфилд и Чамс». Повторяющиеся персонажи из «Saturday Night Live», в частности, были показаны в ряде спин-оффов, включая Братья Блюз (1980), «Мир Уэйна» (1992) и «Суперзвезда» (1999).
Идея повторения персонажей была ещё дальше с такими шоу, как «The Red Green Show» и «Лига джентльменов», где скетчи были сосредоточены на различных жителях вымышленных городов Поссум-Лейк и Ройстон Васи, соответственно. В сериале «Маленькая Британия» скетчи были сосредоточены на составе повторяющихся персонажей.
В Северной Америке современная скетч-комедия в значительной степени является результатом импровизационной комедийной сцены, которая процветала в 1970-х годах, в основном вырастая из «The Second City» в Чикаго и Торонто, который был построен на успехе в «The Brave New Workshop» и Дадли Риггса.
Известные современные американские комедийные сценические группы: «The Second City», «Upright Citizens Brigade» и «The Groundlings».
Warner Bros. Animation сняла два сериала в жанре скетч-комедии: «Псих» и «Right Now Kapow».

### Кино
Ранним британским примером является «The Running Jumping & Standing Still Film». Скетч-комедии снятые в 1970-х и 1980-х годах: «Всё, что вы всегда хотели знать о сексе, но боялись спросить», «Солянка по-кентуккийски» его продолжение «Амазонки на Луне», А теперь нечто совсем другое, Смысл жизни по Монти Пайтону и др.
Более позднее примеры: «Муви 43» и др.

### Фестивали
Известные фестивали:
- Chicago Sketch Fest
- SF Sketchfest
- Toronto Sketch Comedy Festival